# AGF (motorfiets)
AGF is een Frans historisch merk van motorfietsen en scooters.
De bedrijfsnaam was: Ets. Faizant Fils & Co., Colombes, Seine. De naam "AGF" was samengesteld uit de initialen van vader André en zoon George Faizant.

## Scooters
In 1949 begonnen ze met de productie van scooters met 98cc-Ydral-inbouwmotoren. Deze scooters hadden drie versnellingen en kettingaandrijving en een frame dat duidelijk was geïnspireerd door dat van de Italiaanse Lambretta. Al snel volgde een 123cc-model met vier versnellingen. In 1952 verschenen twee vernieuwde modellen: het Type C met 123cc-motor en het Type C 128 met 173cc-motor. De productie van scooters werd in 1954 (bij de fusie met Guiller) beëindigd.

## Motorfietsen
In 1951 begon de productie van lichte motorfietsen met dezelfde inbouwmotoren van Ydral. Alle motorfietsen hadden een ruggengraatframe en kettingaandrijving. In 1954 fuseerde AGF met Guiller en verscheen er een motorfiets met 250cc-Ydral-viertaktmotor. Deze motorfiets was van veel aluminium plaatwerk voorzien. De omhulling van de koplamp omvatte ook de brandstoftank en ook het achterwiel was rondom grotendeels ingepakt. Het motorblok was wel zichtbaar. De machine had een swingarm achter en een schommelvoorvork, maar de vering geschiedde door rubber blokken. Na de fusie volgden er 125- en 175cc-modellen die ook in de Bol d'Or werden gebruikt. In 1955 kwamen er verschillende bromfietsen met motoren van Le Poulain, SER en de Ducati Cucciolo. Er kwam een 125cc-tweetaktmodel met een Ydral A7-55 motortje dat helemaal in plaatwerk verpakt was.
In 1956 volgde een nieuw 175cc-model, maar in dat jaar verdween het merk AGF van de markt.
Er was ook een samenwerking met het merk Lucer.